# Kamichi
Kamichi è un singolo del gruppo post-hardcore britannico Hell Is for Heroes. È stato pubblicato nel 2004 in vinile 7" ed in formato CD, quest'ultimo contenente il videoclip del brano. È arrivato in 72ª posizione nella Official Singles Chart.

## Tracce
1. Kamichi – 3:55
2. Road to Xanadu

## Formazione
- Justin Schlosberg - voce
- William McGonagle - chitarra
- Tom O'Donoghue - chitarra
- Jamie Findlay - basso
- Joseph Birch - batteria